# Оккатор (кратер)
Окка́тор — ударный кратер на Церере диаметром 92 км (10% от диаметра Цереры). Назван в честь римского божества боронования, помощника Цереры (название утверждено МАС 3 июля 2015 года).
Максимальная разность высот между самыми высокими горами вала и самыми низкими точками дна кратера достигает 6 км: на валу имеется несколько обрывов высотой около 2 км.

## Изучение
Кратер Оккатор был открыт и изучен зондом НАСА Dawn — первым земным КА, посетившим Цереру в 2015—2016 годах. Им были открыты необычно яркие пятна в центре Оккатора (альбедо выше 0,5). При помощи инфракрасного спектрометра учёным из команды миссии Dawn удалось узнать, что пятна эти состоят из обычной соды (карбоната и гидрокарбоната натрия), которая могла образоваться лишь при участии жидкой воды — вероятно, оставшейся при испарении из центра кратера подповерхностной воды, растопленной ударом, образовавшим кратер.
Над этими пятнами был замечен появляющийся с утра туман: под острым углом было видно, как он заполняет половину кратера, останавливаясь у его края. По словам Кристофера Расселла (англ. Christopher Russell), научного руководителя миссии Dawn, лучше всего эта дымка заметна в полдень. На научной конференции 21 июля 2015 года в центре имени Эймса (Калифорния) Расселл выдвинул предположение, что её источником является сублимация водяного льда, выходящего на поверхность в районе пятен. Однако возможно, что её источником являются солёные подповерхностные воды, так как на широте Оккатора водяной лёд был бы подвержен быстрой сублимации.
Яркое пятно в центре кратера получило название «факула Цереалий» (Cerealia Facula), а группа пятен восточнее — «факулы Виналий» (Vinalia Faculae). Эти названия были утверждены Международным астрономическим союзом 26 ноября 2016 года.